# One Shoreline Plaza
Der One Shoreline Plaza ist ein Gebäudekomplex bestehend aus zwei Wolkenkratzern in der texanischen Stadt Corpus Christi. Es ist das höchste Gebäude der Stadt und südlich von San Antonio. Das höhere der beiden ist der One Shoreline Plaza - South Tower. Es ist 125 Meter (411 ft) hoch und besitzt 28 Stockwerke. Auf dem Dach befindet sich außerdem eine 9 Meter hohe Antenne, die die Gesamthöhe auf 134 Meter anhebt. Der One Shoreline Plaza - North Tower ist der kleinere Turm der beiden. Er ist 114 Meter (375 ft) hoch und besitzt 22 Stockwerke.
Das Gebäude wurde von Boone & Associates und Morgan Spear and Associates entworfen und im Jahre 1988 nach 5-jähriger Bauzeit fertiggestellt. Im Jahre 2007 wurde an der West- und Ostfassade ein Schriftzug der American Bank, einem der Hauptmieter des Gebäudes, angebracht. Ebenfalls zu dem Komplex zählt eine 8-stöckige Parkgarage, die 1988 fertiggestellt wurde und etwa 900 Parkplätze bietet.